# Gymnopilus subcarbonarius
Gymnopilus subcarbonarius là một loài nấm thuộc họ Cortinariaceae.